# Mabuya
Mabuya – rodzaj jaszczurek z podrodziny Mabuyinae w rodzinie scynkowatych (Scincidae).

## Zasięg występowania
Rodzaj obejmuje gatunki występujące na Karaibach (Dominika, Dominikana, Gwadelupa, Martynika, Montserrat), w Kolumbii, Ekwadorze, Peru, Boliwii, Brazylii, Gujanie Francuskiej, Trynidadzie i Tobago.

## Morfologia
Jaszczurki z tego rodzaju posiadają wysmukłe, cylindryczne ciało, dobrze rozwinięte nogi i długi ogon. Długość ciała (wraz z ogonem) nie przekracza 30 cm. Większość tradycyjnie zaliczanych do tego rodzaju gatunków jest jajorodna.

## Systematyka

### Etymologia
- Mabuya (Mabouia, Mabuia, Mabouya) (rodz. żeński): nazwa Mabuya używana przez rdzenne ludy Ameryki, zwłaszcza na Antylach, na określenie różnego rodzaju jaszczurek[11].
- Maracaiba (rodz. żeński): jezioro Maracaibo (hiszp. Lago de Maracaibo), północno-zachodnia Wenezuela[12]. Gatunek typowy: Mabuya meridensis Miralles, Rivas & Schargel, 2005.
- Varzea: nazwa várzea oznaczająca w brazylijskiej odmianie portugalskiego sezonowe obszary zalewowe wielkich rzek Amazonii[7]. Gatunek typowy: Mabuya bistriata Spix, 1825.

### Podział systematyczny
W przeszłości zaliczano do tego rodzaju ok. 114 gatunków żyjących w południowo-wschodniej Azji, Afryce i obu Amerykach; nowsze badania sugerują jednak, że większość z nich należy przenieść do odrębnych rodzajów – Eutropis (obejmujący gatunki azjatyckie), Chioninia (gatunki z Wysp Zielonego Przylądka) i Trachylepis (gatunki z Afryki oraz wysp na Oceanie Indyjskim; obejmuje także gatunek T. atlantica żyjący na wyspach archipelagu Fernando de Noronha oraz południowoamerykański gatunek T. maculata). Tym samym rodzaj Mabuya obejmuje obecnie jedynie gatunki żyjące w obu Amerykach.  Hedges i Conn (2012) przeprowadzili rewizję rodzaju, w wyniku której pozostawili w nim tylko kilka gatunków żyjących na Karaibach. Część autorów włącza do Mabuya rodzaj Varzea z trzema gatunkami występującymi w Ameryce Południowej. W takim ujęciu do rodzaju należą następujące gatunki: 
- Mabuya altamazonica Miralles, Barrio-Amoros, Rivas, Chaparro-Auza, 2006
- Mabuya bistriata (Spix, 1825)
- Mabuya cochonae Hedges & Conn, 2012
- Mabuya desiradae Hedges & Conn, 2012
- Mabuya dominicana Garman, 1887
- Mabuya grandisterrae Hedges & Conn, 2012
- Mabuya guadeloupae Hedges & Conn, 2012
- Mabuya hispaniolae Hedges & Conn, 2012
- Mabuya mabouya (Bonnaterre, 1789)
- Mabuya montserratae Hedges & Conn, 2012
- Mabuya parviterrae Hedges, Lorvelec, Barré, Berchel, Combot, Vidal & Pavis, 2016
- Mabuya yasuniensis Torres-Carvajal, Sandoval & Paucar, 2024